# 足长手长

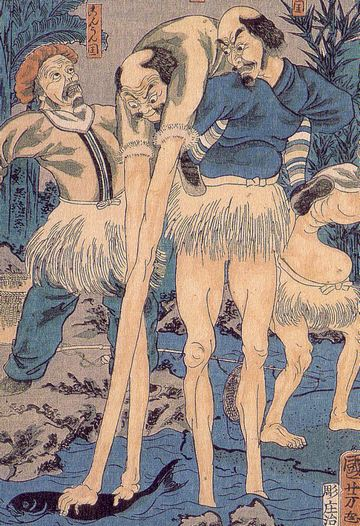
歌川國芳 『浅草奥山生人形』

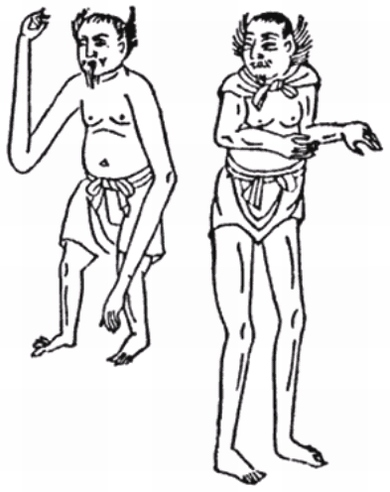
《和漢三才圖會》

足長手長是日本的一种妖怪，不過並非一個個體，而其实是两个妖怪——足長人（あしながじん）與手長人（てながじん）組成的存在，手长脚短的就叫手长人，脚长手短的叫足长人，手长人靠足长人背着才能走动，而足长人要靠手长人才能拿到东西(就像狼和狈)。此妖怪並不是指手長腳長。

## 傳說
足長人是足長國的居民，手長人是手長國的居民，如同他們的名字、他們的手和腳各有所長，但也各有缺點，他們在合作之後相當厲害，传说它们到一个村子里作乱，一开始村里没人对付得了它们，后来有人想办法把它们分开才收服了它们。